# Mangudadatu
Mangudadatu là một đô thị ở tỉnh Maguindanao, Philippines.
Đô thị này được lập từ 8 barangay Baluan, theo Sắc luật tự trị Mindanao Hồi giáo số 204, và được phê chuẩn qua cuộc trưng cầu ý kiến ngày 30 tháng 12 năm 2006.

## Các đơn vị hành chính
- Daladagan
- Kalian
- Luayan
- Paitan
- Panapan
- Tenok
- Tinambulan
- Tumbao